# Ross.
ross. — четвёртый музыкальный альбом группы Low Roar, выпущенный 8 ноября 2019 года. Песни «Slow Down» и «Darkest Hour» были выпущены как синглы.

## Список композиций
| №                   | Название             | Длительность |
| ------------------- | -------------------- | ------------ |
| 1.                  | «Darkest Hour»       | 3:00         |
| 2.                  | «Slow Down»          | 3:45         |
| 3.                  | «H.A.F.H.»           | 4:15         |
| 4.                  | «I'll Make You Feel» | 5:46         |
| 5.                  | «Not Around»         | 5:06         |
| 6.                  | «222»                | 3:53         |
| 7.                  | «Feel Like Dying»    | 3:06         |
| 8.                  | «The Machine»        | 5:35         |
| 9.                  | «Blue Eyes»          | 2:03         |
| 10.                 | «Empty House»        | 5:04         |
| Общая длительность: | Общая длительность:  | 41:33        |